# Harcourt

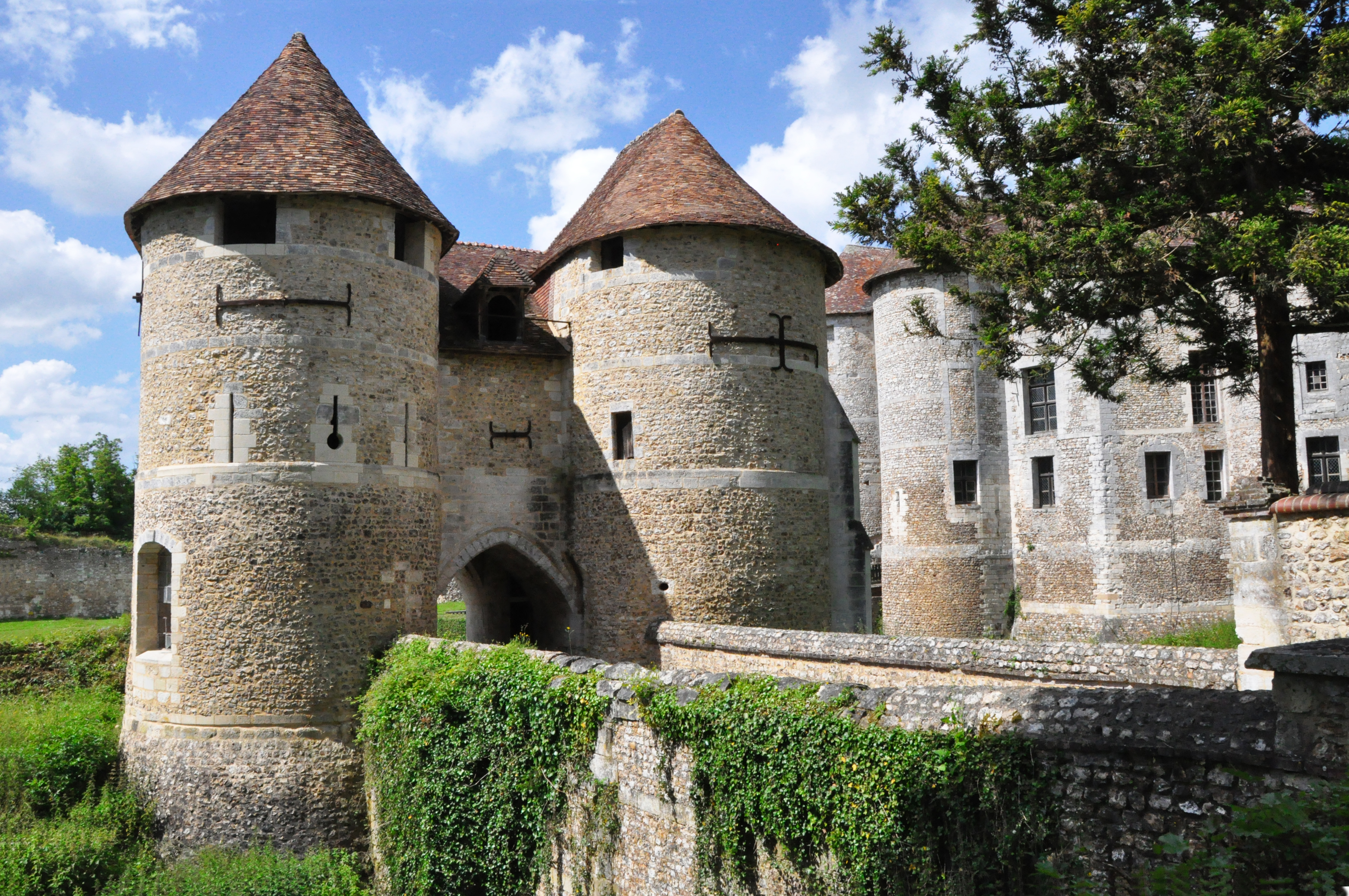
Castello

Harcourt è un comune francese di 964 abitanti situato nel dipartimento dell'Eure nella regione della Normandia.

## Società

### Evoluzione demografica
Abitanti censiti